# Черманчет
Черманчет — посёлок при станции в Тайшетском районе Иркутской области России. Входит в состав Мирнинского муниципального образования. Находится примерно в 107 км к северу от районного центра.

## Население
По данным Всероссийской переписи, в 2010 году в посёлке при станции проживало 47 человек (25 мужчин и 22 женщины).